# Personaggi di Karakuri Circus

## Famiglia Saiga
Masaru Saiga (才賀 勝?, Saiga Masaru): 
Doppiato da: Chihiro Ueda
Un ragazzino di dieci anni figlio illegittimo dell'amministratore delegato del Gruppo Saiga e della sua amante. Suo padre gli ha lasciato 18 miliardi di yen come parte di un piano per usarlo come esca per spingere i marionettisti del clan Kuroga, che avevano incaricato i Saiga di costruire le loro marionette, ad uccidersi a vicenda. Incorso nell'ira dei fratellastri e dello zio, scappa portando con sé un'enorme valigia alla ricerca della circense Shirogane, sotto suggerimento del nonno. Durante la sua fuga, incontra Narumi Kato, un lottatore che prende immediatamente le sue difese contro i nemici che intendono eliminarlo.
Narumi Kato (加藤 鳴海?, Katō Narumi)
Doppiato da: Rikiya Koyama
Un giovane alto e forte che pratica l'arte marziale cinese Xing Yi Quan affetto della terribile sindrome di Zonapha. Questa sindrome causa difficoltà nella respirazione e l'unica cura è far ridere qualcuno, tuttavia non riesce ad essere molto divertente. Decide di proteggere Masaru dopo aver incontrato il ragazzino mentre viene attaccato per strada da alcune marionette.
Shirogane Saiga (才 賀 し ろ が ね?, Saiga Shirogane)
Doppiata da: Megumi Hayashibara
È venuta in Giappone per proteggere Masaru e ripagare il debito con il nonno di Masaru per aver aiutato la sua famiglia. Il suo vero nome è Éléonore (エ レ オ ノ ー ル?, Ereonōru), figlia di Shōji e Angelina Saiga e cresciuta come orfana a Quiberon, in Francia, dove è stata addestrata a manipolare le marionette, facendo in modo che divenisse anche insensibile come loro. Diventa la guardia del corpo/custode di Masaru e controlla Harlequin, uno dei burattini più potenti della storia. È molto protettiva verso Masaru, che chiama sempre "padroncino", mentre prova una iniziale avversione per Narumi.

## Circo Nakamachi
- Noriyuki Nakamachi (仲町 紀之?, Nakamachi Noriyuki): è un ragazzo robusto di 21 anni, moro ed è un ottimo equilibrista specializzato sullo stare in equilibrio su oggetti instabili come una pila di sedie. È stato adottato da Fusae, la moglie del proprietario del circo Nakamachi quando era piccolo in seguito al suo abbandono in un parco. È innamorato di Lisenotte e Shirogane.
- Hiro Nakamachi (仲町 浩男?, Nakamachi Hirō) : è più piccolo di Nori di un anno, ha 20 anni è un ragazzo robusto, biondo ed è un ottimo equilibrista specializzato sullo stare in equilibrio sulle funi. È stato adottato da Fusae, la moglie del proprietario del circo Nakamachi, quando era piccolo dopo essere stato abbandonato in cima ad un belvedere affollato. È innamorato di Lisenotte e Shirogane.
- Shinobu Nakamachi (仲町 信夫?, Nakamachi Shinobu): è il vecchio proprietario del Circo Nakamachi, è un signore robusto nonostante l'età, un ottimo artista multietnico specializzato soprattutto nel mangiare pietre. Era sposato con Fusae da cui non ha mai avuto figli naturali, è rimasto vedevo dopo che la moglie è morta durante un incidente in uno spettacolo.
- Lisenotte Tachibana Taranda (タランダ・リーゼロッテ・橘?, Taranda Rīzerotte Tachibana): è la figlia quattordicenne di una famosa coppia di addestratori americani. Sotto contratto con uno dei più famosi circhi d'America scappa in Giappone con il suo Drum, un vecchio leone con la peculiarità di avere un aculeo nella coda, per uccidere Beast, una gigantesca bestia che ha ucciso la sorella, anch'essa addestratrice. Dopo essere riuscita nell'impresa si unisce al circo Nakamachi, portando non solo la sua abilità e Drum ma anche un camion, unico mezzo del circo insieme al tre ruote dei Nakamachi. Riesce a comandare ogni animale grazie alla sua abilità ed esperienza.